# Jong Ok-jin
Jong Ok-jin (hangeul : 정옥진 ; RR : Jeong Okjin ; MR : Chŏng Okchin), née le 6 juin 1945, est une ancienne joueuse nord-coréenne de volley-ball.
Elle est médaillée de bronze aux Jeux de 1972.

## Carrière
Jong est médaillée de bronze lors des Jeux olympiques d'été de 1972 ainsi qu'aux Mondiaux de 1970.

## Palmarès

### En équipe nationale
- Jeux olympiques
  -  1972 à Munich.

- Championnat du monde
  -  1970 à Varna.